# 許一敬
許一敬（1551年—1591年），字思禮，號我箴，福建漳州府海澄縣（今属龙海市）人，明朝政治人物，萬曆癸未進士。

## 生平
弱冠即知名於經笥，萬曆十年（1582年）壬午科順天鄉試第十七名舉人，萬曆十一年（1583年）聯捷癸未科三甲二百四十一名進士。礼部觀政，次年授江西建昌府推官，十七年行取，內擢戶部主事，十九年出榷滸墅關。在官公廉不阿，惠政有聞。憂慮國事成疾，路經山東時，卒於德州齊河縣。

## 家族
曾祖父許順德；祖父許秉陽；父親許弘定。母陳氏。重庆下。從兄許旻，舉人、贡士。